# オリガ・ダヴィドゥコー
オリガ・ダヴィドゥコー（ウクライナ語: Ольга Василівна Давидко, 1986年3月30日 - ）は、ウクライナの元女子相撲選手、柔道家、サンボ選手。ワールドゲームズ2009の優勝者。ウクライナスポーツ名誉マスター。
2014年のロシアによるクリミア併合以降は、ロシアに在籍している。

## 来歴
2007年、ハリコフ自動車専門道路大学を卒業。
2010年、北京で開催された第1回スポーツアコードワールドコンバットゲームズで銀メダルを獲得。